# Consiglio internazionale dei cereali
Il Consiglio internazionale dei cereali (International Grains Council), sigla IGC, è un'organizzazione intergovernativa che promuove la cooperazione nel mercato internazionale dei cereali.

## Storia
La Conferenza internazionale del grano, convocata a Roma nel marzo-aprile 1931, fu il primo tentativo per contrastare il crollo dei consumi e la contemporanea sovraproduzione di grano, ma si dovette aspettare la Conferenza di Londra, 21-25 agosto 1933, per la sottoscrizione dell'Accordo internazionale del grano
che stabiliva le quote di esportazione.
Dopo anni di trattative il 23 marzo 1949 con la Conferenza internazionale del grano, a Washington, 5 paesi esportatori e 36 importatori sottoscrissero un nuovo Accordo che aveva lo scopo di stabilizzare i prezzi attraverso quote di esportazione e il controllo della produzione. Con l'art. 13 dell'Accordo veniva costituito il Consiglio internazionale del grano, con il compito di amministrare l'Accordo stesso.
L'Accordo è stato rinnovato nel 1953, 1956, 1959 e 1962. 
La Conferenza internazionale del grano, tenutasi presso la sede della FAO di Roma nel luglio-agosto 1967, approvò l'Accordo internazionale sui cereali (IGA), che si componeva di due convenzioni separate e interdipendenti: la Convenzione per il commercio del grano, che fissa i prezzi minimi e massimi, e la Convenzione per l'aiuto alimentare a favore dei paesi in via di sviluppo. L'Accordo del 1971, prorogato più volte, veniva sostituito dall'Accordo del 1986 che era esteso anche ai cereali minori (orzo, mais, sorgo, avena, segale, miglio, triticale) 
.
L'Accordo del 1986, la cui scadenza era stabilita per il 30 giugno 1995, per decisione della Conferenza dei governi, riunita a Londra il 7 dicembre 1994, veniva sostituito dall'Accordo internazionale sui cereali, formato dalla Convenzione sul commercio dei cereali e dalla Convenzione sull'aiuto alimentare. L'art. 9 della Convenzione sul commercio dei cereali costituisce il Consiglio internazionale dei cereali, in sostituzione del precedente Consiglio internazionale del grano, per l'applicazione della Convenzione stessa.
La 27ª sessione del Consiglio (Londra, 9 giugno 2008) ha deciso di includere nella Convenzione il riso e i suoi prodotti; la 35ª sessione del Consiglio (Londra, 8 giugno 2012) ha deciso di includere nella Convenzione i semi oleosi (copra, semi di cotone, palmisto, arachidi, colza, soia, semi di girasole) e i loro prodotti; la 53ª sessione del Consiglio (Londra, 7 giugno 2021) ha deciso di includere nella Convenzione i legumi secchi (lenticchie, piselli secchi, ceci, fagioli secchi, altre leguminose) e i loro prodotti.
La durata della Convenzione è stata estesa al 30 giugno 2023.

## Finalità
Il Consiglio internazionale dei cereali si prefigge in particolare di:
- favorire la cooperazione internazionale in tutti gli aspetti del commercio dei cereali, dei semi oleosi (dal 2012), dei legumi secchi (dal 2021);
- favorire lo sviluppo, l'apertura e l'equità del commercio internazionale nel settore dei cereali e affini;
- contribuire alla stabilità del mercato internazionale dei cereali, rafforzare la sicurezza alimentare mondiale e contribuire allo sviluppo dei paesi la cui economia dipende dalla vendita commerciale dei cereali e affini.

Tali obiettivi sono perseguiti migliorando la trasparenza del mercato mediante lo scambio di informazioni, l'analisi e la consultazione sugli sviluppi del mercato e delle politiche.

## Membri
I paesi membri del Consiglio internazionale dei cereali sono 30 (11 esportatori e 19 importatori).

### Paesi esportatori
- Argentina
- Australia
- Canada
- India
- Kazakistan
- Russia
- Serbia
- Stati Uniti
- Turchia
- Ucraina
- Unione europea

### Paesi importatori
- Algeria
- Arabia Saudita
- Città del Vaticano
- Corea del Sud
- Costa d'Avorio
- Cuba
- Egitto
- Giappone
- Iran
- Iraq
- Kenya
- Marocco
- Norvegia
- Oman
- Pakistan
- Regno Unito
- Sudafrica
- Svizzera
- Tunisia

## Organizzazione

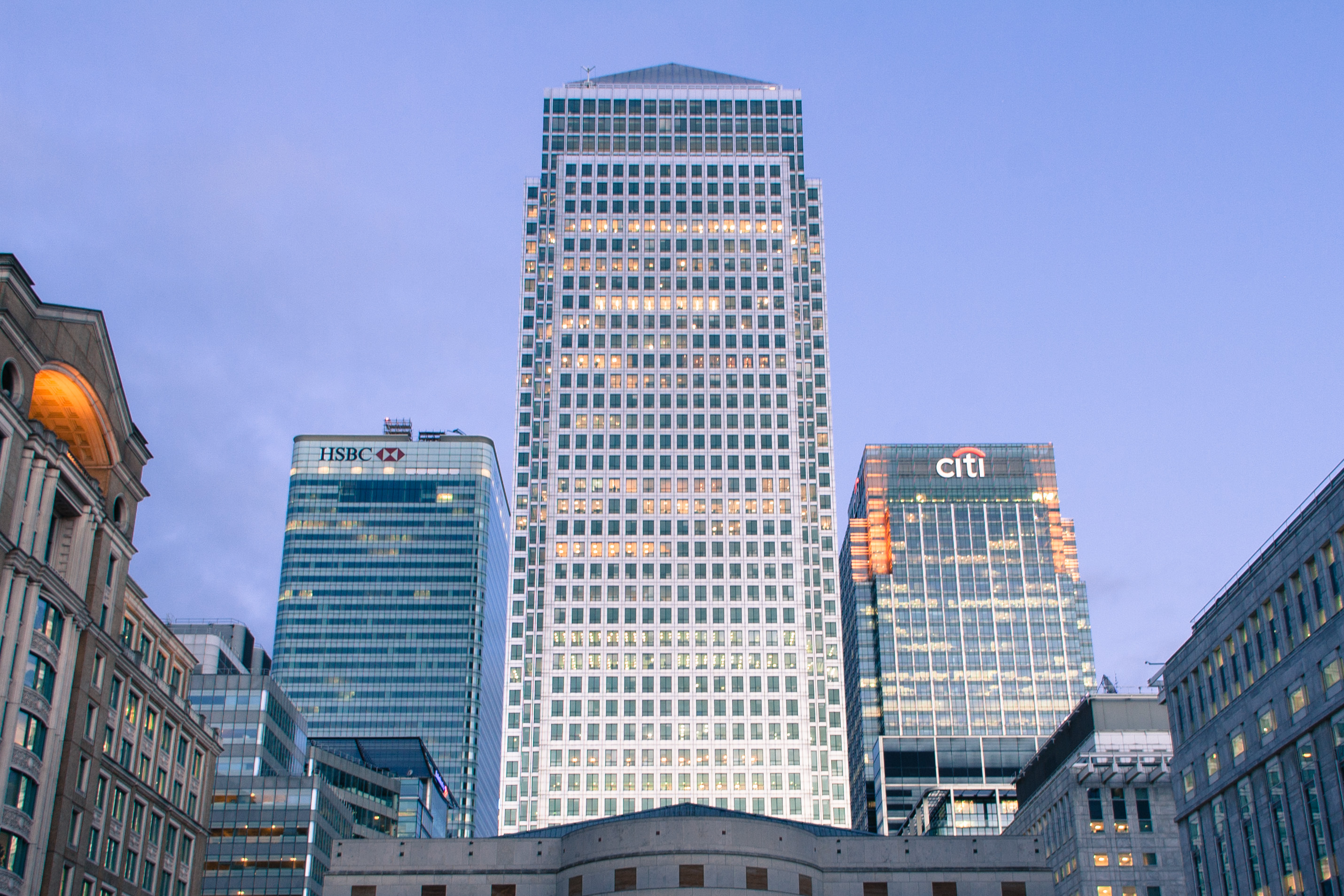
One Canada Square, sede dell'IGC

### Consiglio internazionale dei cereali
È composto dai rappresentanti dei paesi membri, pubblica il bilancio e le statistiche annuali, partecipa alla Conferenza annuale, nomina il Direttore esecutivo. Tiene due sessioni annuali, a Londra o, su invito, nei paesi membri.

### Comitato esecutivo
Il Comitato esecutivo, formato sino a un massimo di 14 componenti (6 di paesi esportatori e 8 di paesi importatori), opera sotto la direzione del Consiglio.

### Comitato amministrativo
Scorporato dal Comitato esecutivo con effetto dal 1º luglio 2012, si occupa di amministrazione e finanza.

### Comitato per la situazione del mercato
Tiene sotto controllo la situazione e la prospettiva del mercato globale dei cereali.

### Segretariato
Il Segretariato è l'organo esecutivo ed è diretto dal Direttore esecutivo.